# Микатарра
Микатарра — маленький городок в штате Западная Австралия, Австралия. Административный центр одноимённого графства. Население — 798 чел. (по переписи 2006 года).

## География
Микатарра расположена в глубине Австралийского континента в регионе Мерчисон. Город находится в пустынной местности в 756 км к северо-востоку от Перта, на юге графства Микатарра.

## История
Первое поселение появилось на этом месте в 1894 году. Однако оно было быстро заброшено и вновь воссоздано в 1896 году. Шесть лет спустя было обеспечено снабжение поселения водой из пяти подземных источников. В 1903 году было официально объявлено о создании Микатарры.
Уже год спустя, 18 августа, здесь открылась первая школа, принявшая 18 учеников. В январе 1905 года в городе появилось отделение полиции, а пять лет спустя открылась гостиница.
В 1910 году Микатарра была соединена железной дорогой с городком Нэннин. По этой дороге в Микатарру перевозили грузы, шедшие по Каннингскому скотоперегонному маршруту из Кимберли, созданному под руководством Альфреда Каннинга в 1906 — 1908 годах.
Во время всемирной эпидемии испанского гриппа, разразившейся после Первой мировой войны, на въезде в город был установлен карантин; проверяли всех, кто собирался попасть в Микатарру.
Город изначально создавался как шахтёрский, поэтому, когда в 1940 году была закрыта часть шахт, это серьёзно ударило по благосостоянию Микатарры.
В конце XX века Микатарра стала одним из «пионеров» в освоении солнечной энергии; построенная здесь солнечная электростанция на тот момент была самой большой в мире.

## Население
По данным переписи 2006 года, население города составляет 798 человек, из них 391 — мужчины и 407 — женщины. При этом 351 человек является представителем аборигенного населения Австралии.
В 1901 году население составляло 75 человек, а в 1911 году — 2404 человека.

## Экономика
Основой экономики города является золотодобыча. Настоящий бум Микатарра пережила в период с 1980-х по 2004 годы. Наибольшие запасы золота были обнаружены в месторождении Блюберд.
В 1927—1931 годах была построена железная дорога, соединившая город с марганцевым месторождением Подкова (англ. Horseshoe).
С 1910 по 1978 год в Микатарре работала овцеводческая ферма.
Ныне здесь действует ферма по разведению крупного рогатого скота.

## Транспорт
Через город проходит Большая северная автотрасса. До Микатарры также можно добраться по Западноавстралийской правительственной железной дороге.
В городе есть аэропорт. Также здесь есть подразделение Королевской медицинской авиаслужбы.